# Sân bay quốc tế Philadelphia
Sân bay quốc tế Philadelphia (IATA: PHL, ICAO: KPHL, LID FAA: PHL) là một sân bay lớn ở Philadelphia, tiểu bang Pennsylvania, và là sân bay lớn nhất trong vùng Delaware Valley và ở Pennsylvania.. Sân bay này là trung tâm lớn thứ hai và các trung tâm quốc tế chính của US Airways và có dịch vụ cho các điểm đến tại Hoa Kỳ, Canada, vùng Caribbean, Châu Mỹ La Tinh, châu Âu, và Trung Đông. Hầu hết các cơ sở sân bay nằm ở nội ô Philadelphia. Nhà ga quốc tế và cuối phía tây của sân bay được đặt tại thị trấn Tinicum, quận Delaware.

## Hãng hàng không và tuyến bay
| Hãng hàng không                                           | Các điểm đến | Terminal       |
| --------------------------------------------------------- | --- | -------------- |
| Air Canada                                                | Toronto-Pearson | D              |
| AirTran Airways                                           | Atlanta, Orlando | E              |
| American Airlines                                         | Chicago-O'Hare, Dallas/Fort Worth, Miami | A-Đông         |
| American Eagle                                            | Chicago-O'Hare | A-Đông         |
| British Airways                                           | London-Heathrow | A-West         |
| Caribbean Airlines cung ứng bởi Air Jamaica               | Montego Bay | A-Đông         |
| Continental Airlines                                      | Houston-Intercontinental | D              |
| Continental Connection cung ứng bởi CommutAir             | Newark | D              |
| Continental Express cung ứng bởi Chautauqua Airlines      | Cleveland | D              |
| Continental Express cung ứng bởi ExpressJet Airlines      | Cleveland | D              |
| Delta Air Lines                                           | Atlanta, Detroit, Minneapolis/St. Paul, Salt Lake City Theo mùa: Paris-Charles de Gaulle | D              |
| Delta Connection cung ứng bởi Atlantic Southeast Airlines | Cincinnati/Northern Kentucky, Detroit, Memphis | D              |
| Delta Connection cung ứng bởi Comair                      | Cincinnati/Northern Kentucky, Detroit, Memphis | D              |
| Delta Connection cung ứng bởi Mesaba Airlines             | Cincinnati/Northern Kentucky, Detroit, Memphis, Minneapolis/St. Paul, New York-JFK | D              |
| Delta Connection cung ứng bởi Pinnacle Airlines           | Cincinnati/Northern Kentucky, Detroit | D              |
| Frontier Airlines                                         | Denver | A-Đông         |
| Frontier Airlines cung ứng bởi Republic Airlines          | Milwaukee | A-Đông         |
| Lufthansa                                                 | Frankfurt | A-West         |
| Southwest Airlines                                        | Boston, Chicago-Midway, Denver, Fort Lauderdale, Fort Myers, Houston-Hobby, Jacksonville (FL), Las Vegas, Manchester (NH), Nashville, Orlando, Phoenix, Pittsburgh, Providence, Raleigh/Durham, St. Louis, Tampa, West Palm Beach | E              |
| United Airlines                                           | Chicago-O'Hare, Denver, Los Angeles, San Francisco | D              |
| United Express cung ứng bởi GoJet Airlines                | Chicago-O'Hare | D              |
| United Express cung ứng bởi Mesa Airlines                 | Chicago-O'Hare | D              |
| United Express cung ứng bởi Trans States Airlines         | Washington-Dulles | D              |
| US Airways                                                | Atlanta, Baltimore, Boston, Buffalo, Charlotte, Chicago-O'Hare, Dallas/Fort Worth, Denver, Detroit, Fort Lauderdale, Fort Myers, Hartford, Indianapolis, Jacksonville, Las Vegas, Los Angeles, Manchester (NH), Miami, Minneapolis/St. Paul, New Orleans, New York-LaGuardia, Orlando, Phoenix, Pittsburgh, Providence, Raleigh/Durham, San Diego, San Francisco, San Juan, Seattle/Tacoma, Tampa, Washington-National, West Palm Beach Theo mùa: Anchorage, Portland (OR), Sacramento | B, C           |
| US Airways                                                | Amsterdam, Aruba, Bermuda, Brussels, Cancún, Dublin, Frankfurt, London-Heathrow, Madrid, Manchester (UK), Montego Bay, Munich, Nassau, Paris-Charles de Gaulle, Punta Cana, Rome-Fiumicino, St. Maarten, Santo Domingo, Tel Aviv, Zürich Theo mùa: Antigua, Athens, Barcelona, Freeport, Glasgow-International, Grand Cayman, Lisbon, Providenciales, St. Lucia, St. Thomas, San Jose de Costa Rica, Venice-Marco Polo | A-West, A-Đông |
| US Airways Express cung ứng bởi Air Wisconsin             | Albany, Allentown/Bethlehem, Baltimore, Bangor, Binghamton (NY), Birmingham (AL), Boston, Buffalo, Burlington (VT), Charleston (SC), Charlotte, Cincinnati/Northern Kentucky, Cleveland, Columbia (SC), Columbus (OH), Dayton, Detroit, Elmira/Corning, Greensboro, Greenville/Spartanburg (SC), Halifax, Hartford, Ithaca, Kansas City, Long Island/Islip, Louisville, Manchester (NH), Milwaukee, Montreal-Trudeau, Nashville, Newburgh, Newport News, New York-LaGuardia, Norfolk, Ottawa, Pittsburgh, Portland (ME), Providence, Quebec City, Raleigh/Durham, Richmond, Roanoke, Rochester (NY), St. Louis, Savannah, State College, Syracuse, Toronto-Pearson, Washington-National, White Plains, Wilkes-Barre/ Scranton, Wilmington (NC) Theo mùa: Myrtle Beach | F              |
| US Airways Express cung ứng bởi Chautauqua Airlines       | Baltimore, Cleveland, Columbus (OH), Louisville, New York-LaGuardia, Providence, Richmond, Washington-National, Wilmington (NC) | F              |
| US Airways Express cung ứng bởi Piedmont Airlines         | Albany, Allentown/Bethlehem, Baltimore, Bangor, Binghamton (NY), Buffalo, Burlington (VT), Charlottesville, Elmira/Corning, Erie, Harrisburg, Ithaca, Long Island/Islip, Manchester (NH), Newark, Newburgh, New Haven, Newport News, New York-LaGuardia, Norfolk, Providence, Richmond, Roanoke, Rochester (NY), Salisbury, State College, Syracuse, Washington-National, White Plains, Wilkes-Barre/Scranton, Williamsport | F              |
| US Airways Express cung ứng bởi PSA Airlines              | Akron/Canton, Albany, Baltimore, Charlotte, Dayton, Knoxville, New York-LaGuardia, Richmond, Washington-National, Wilkes-Barre/Scranton | F              |
| US Airways Express cung ứng bởi Republic Airlines         | Albany, Atlanta, Baltimore, Boston, Buffalo, Burlington (VT), Charleston (SC), Charlotte, Cleveland, Columbus (OH), Detroit, Greensboro, Hartford, Houston-Intercontinental, Indianapolis, Kansas City, Manchester (NH), Minneapolis/St. Paul, Myrtle Beach, Montreal-Trudeau, Nashville, New Orleans, Norfolk, Ottawa, Pittsburgh, Portland (ME), Providence, Raleigh/Durham, Richmond, Rochester (NY), St. Louis, Savannah, Syracuse, Toronto-Pearson, Washington-National, Wilmington (NC) | B,C            |
| USA 3000 Airlines                                         | Cancun, Punta Cana | A-Đông         |